# La jarra (relato de Ray Bradbury)
La jarra (título original en inglés: The Jar) es un relato corto de Ray Bradbury publicado originalmente en la revista Weird Tales de noviembre de 1944.

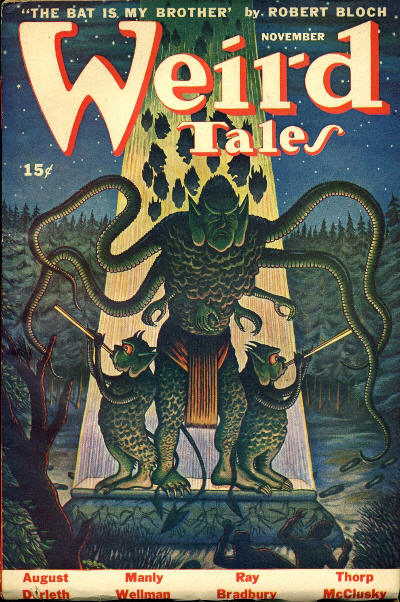
Portada de Weird Tales de noviembre de 1944.

La jarra forma parte de la compilación de cuentos publicados en Dark Carnival (1947), el primer libro de Ray Bradbury. Fue reimpreso en El país de octubre (The October Country, 1955) junto a otros relatos cortos del autor.
Sobre el origen del cuento, en el libro Zen en el arte de escribir (1995) explica Bradbury:

"...producto de mi azorado encuentro con una serie de embriones exhibidos en una feria cuando tenía doce años y una vez cuando tenía catorce [...] errando por una exposición de feria, vi un montón de fetos de humanos y gatos y perros exhibidos en frascos con marbetes. Me horrorizaron la mirada de esos muertos nonatos y los nuevos misterios de la vida que ellos metieron en mi cabeza esa noche y a lo largo de los años. Nunca les hablé a mis padres de los frascos y los fetos en formol. Había tropezado, sabía, con ciertas verdades que era mejor no discutir. 
Desde luego, todo esto afloró cuando escribí La jarra, y la feria y la exposición de fetos y todos los viejos terrores se me vertieron de las puntas de los dedos a la máquina. Al fin el viejo misterio había encontrado reposo en un relato".
Ray Bradbury 

## Sinopsis
"Era una de esas cosas que guardan dentro de jarras, en las tiendas de las ferias en las afueras de un pueblito somnoliento. Una de esas cosas pálidas que flotan en plasma de alcohol, y sueñan y dan vueltas y vueltas, de ojos despellejados y muertos que te miran y nunca te ven."

Charlie, un granjero de Louisiana, contempla extasiado, "con ojos curiosos, admirados, asombrados", una jarra de vidrio con algo en su interior expuesta en una tienda de feria.
Tras proponerle al dueño su compra, este accede a cambio de doce dólares.
La curiosidad y asombro que causa el contenido de la jarra pronto se extiende entre los vecinos de Charlie, que acuden a su casa y se sientan a contemplarla, dando cada uno su opinión sobre la naturaleza de esa cosa del interior de la jarra que tanto les atrae e intriga.

## Adaptaciones televisivas
El programa The Alfred Hitchcock Hour (1962- 1965) emitió el episodio “La jarra”, dirigido por Norman Lloyd, el 14 de febrero de 1964. James Bridges, el guionista que adaptó el relato de Bradbury, fue nominado para el Premio Emmy al mejor guion adaptado - Serie dramática en la 16ª Primetime Emmy Awards celebrada el 25 de mayo de 1964.
La historia fue actualizada en la serie The New Alfred Hitchcock Presents (1985-1989). El episodio The Jar, dirigido por Tim Burton, se emitió el 6 de abril de 1986.
También el propio Bradbury adaptó el relato para la televisión. The Ray Bradbury Theater emitió el episodio The Jar el 17 de enero de 1992. Dirigido por 
Randy Bradshaw fue protagonizado por Paul Le Mat, Jennifer Dale y Earl Pastko.